# تیت الینگتن
تیت الینگتن (انگلیسی: Tate Ellington؛ زادهٔ ۱۹۷۹) یک هنرپیشه اهل ایالات متحده آمریکا است. وی از سال ۲۰۰۴ میلادی تاکنون مشغول فعالیت بوده‌است.
از فیلم‌ها یا برنامه‌های تلویزیونی که وی در آن نقش داشته‌است می‌توان به مرا بیاد داشته باش و کوانتیکو اشاره کرد.